# Lingua moldava

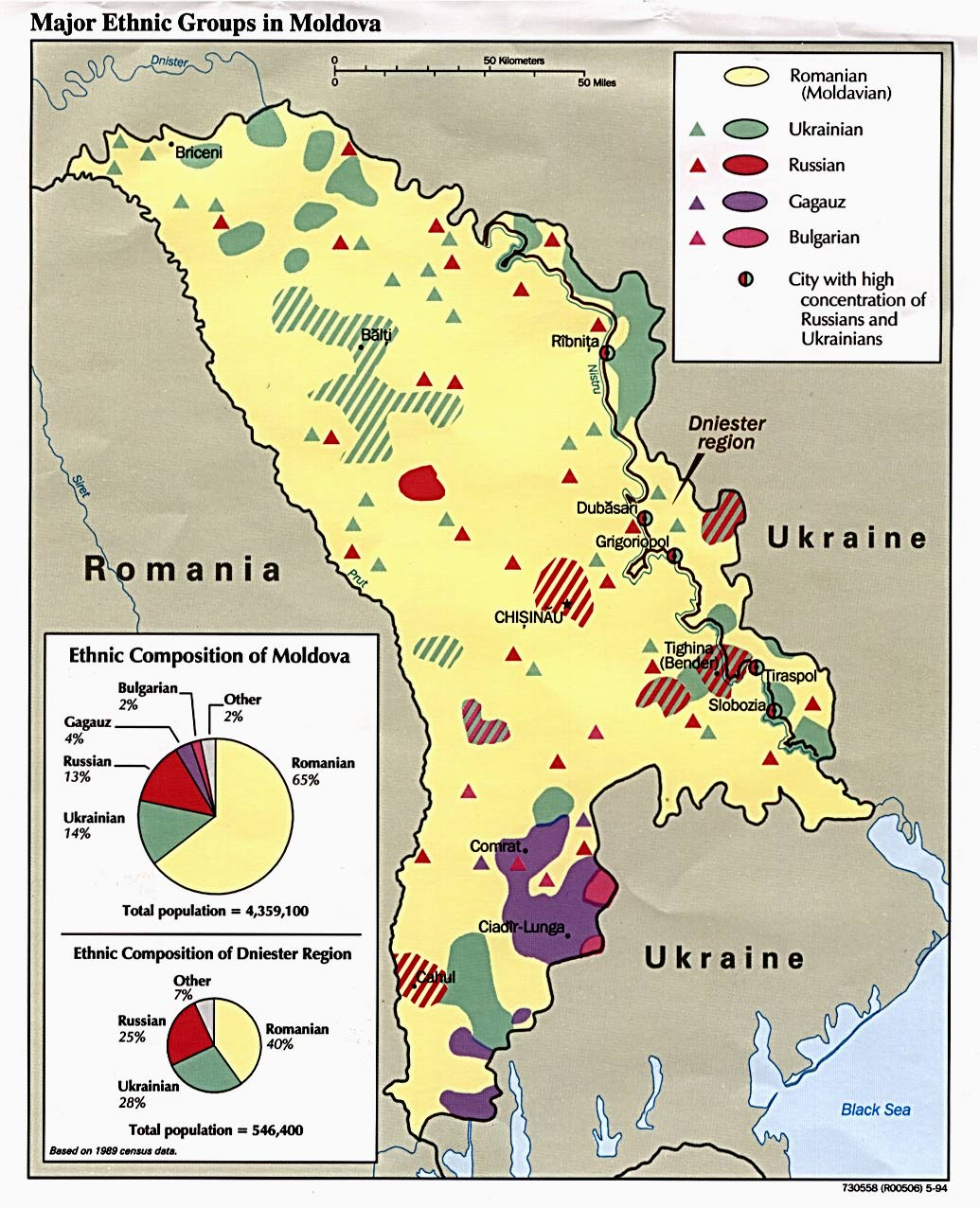
Gruppi etnici nella Repubblica di Moldavia nel 1989 (in inglese).

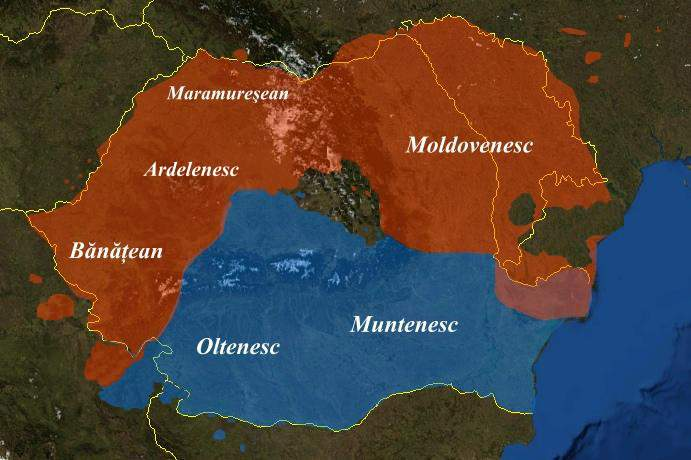
I regionalismi rumeni cosiddetti “grai” (blu: gruppi meridionali; rosso: gruppi settentrionali).

La lingua moldava o moldavo (nome nativo: limba moldovenească, лимба молдовеняскэ) è un nome che viene talvolta utilizzato per indicare la lingua romena standard nella Repubblica di Moldavia, in alcuni casi anche ufficialmente.
A questo idioma erano stati assegnati il codice mo in ISO 639-1 e il codice mol in ISO 639-2 e ISO/DIS 639-3. Successivamente sono stati ritirati perché il moldavo è stato assimilato al romeno; quindi il moldavo è stato aggiunto come nome alternativo nella nomenclatura ufficiale dei codici ISO 639.
Nel XXI secolo, a livello ufficiale, il termine "lingua moldava" non esiste più nell'articolo 13 della Costituzione della Moldavia, così come modificata il 16 marzo 2023.

## Storia
Nell'Ottocento si formò la Romania come aggregazione nazionale di tutte le popolazioni di lingua romanza a nord e ad est del Danubio. Queste comunità neolatine si estendevano anche dai Carpazi fino al fiume Dnepr dell'Ucraina, in territori dove si usava (e si usa tuttora, ma come lingua ufficiale solo fino al fiume Nistro) il dialetto moldavo della lingua rumena.
Dopo la prima guerra mondiale l'Unione Sovietica creò la "ASSR Moldavia" dentro l'Ucraina sovietica, allo scopo di dare ai popoli romanzi della regione una propria identità politica diversa da quella rumena. Ciò fu rinforzato coll'istituzione della lingua moldava, scritta usando l'alfabeto cirillico invece dell'alfabeto latino usato in Romania.
Dopo la seconda guerra mondiale Stalin annesse all'URSS la Bessarabia, tolta alla Romania sconfitta, e creò la Repubblica Socialista Sovietica di Moldavia, annullando la "ASSR Moldavia" (che si trovava oltre il fiume Nistro). La parte occidentale della soppressa ASSR Moldava entrò a far parte della nuova repubblica moldava, mentre quella orientale, con la vecchia capitale Balta, fu annessa all'Ucraina.
Attualmente, dopo un secolo di influsso russo e ucraino, si è indebolita la presenza del gruppo etnico neolatino nei territori racchiusi tra il fiume Nistro ed il fiume Dnepr.

## Lingua o dialetto
La creazione del moldavo nel 1924 dalla lingua rumena (una delle lingue romanze balcaniche) è considerato come un esempio di "separatismo politico di lingua". L'uso del termine "lingua moldava" è limitato a parte dell'ambito ufficiale, mentre il termine "rumeno" è usato a tutti gli altri livelli. La legge vigente in Moldavia conferma l'identità delle due lingue. Nelle scuole, nei mezzi, come pure all'interno di qualche divisione amministrativa, il termine usato è "rumeno".
Complessivamente il gruppo di quelli che denominano semplicemente la loro lingua "rumeno" raggiunge il 22% dell'intera popolazione neolatina della Moldavia, mentre la percentuale cresce fino al 40% nelle città (censimento 2004).
La "lingua moldava" può essere scritta sia in alfabeto latino (come avviene nella Repubblica di Moldavia) sia in alfabeto cirillico adattato, come avviene ancora oggi in Transnistria e come era obbligatoria nella Repubblica Socialista Sovietica di Moldavia fino al 1989.
La definizione di "lingua moldava", come lingua separata dalla lingua rumena, è oggetto di grandi controversie. La creazione di un'identità linguistica separata fu, in effetti, promossa dal governo sovietico per sottolineare le differenze con la Romania, enfatizzando l'influsso letterario e linguistico russo sull'idioma moldavo.
Molti accademici rumeni (come Movileanu, Negru e Rosetti) non considerano il moldavo una lingua, ma un semplice dialetto affine al dialetto moldavo del nord-est della Romania.
Anche intendendo il moldavo come un dialetto, ha comunque alcune differenze di vocabolario rispetto al romeno, principalmente dovute a tre principali cause: l'influenza esercitata sul moldavo da parte della lingua russa, che è stata durante l'appartenenza all'URSS una lingua molto diffusa nella stessa Repubblica di Moldavia, e da parte della lingua ucraina, parlata poco oltre i confini fra Moldavia e Ucraina; l'insufficienza dei contatti linguistici fra moldavi e rumeni, che hanno permesso di mantenere nel moldavo molte parole ormai considerate arcaiche in Romania; e, infine, le inevitabili differenze di pronuncia da una località all'altra, tra le più importanti la tendenza dei moldavi a sostituire la vocale [e] a fine parola con una [i] (es. pâine "pane" > pâini) e alla deaffricazione dell'affricata postalveolare [tʃ] (<c> dolce di "cena") che diventa una fricativa postalveolare [ʃ] (<sc> di "scelta"), fenomeni fonetici presenti anche nell'accento regionale della Moldavia romena.
Il moldavo attualmente viene parlato da 327.000 persone nell'Ucraina, specialmente nella parte della Bessarabia che è stata annessa all'Unione Sovietica nel 1945. Secondo una ricerca condotta dall'istituzione Moldova Noastră vi sono 409.000 persone di etnia rumena in Ucraina, alcune delle quali non si dichiarano tali nei censimenti per ragioni politiche. Alcuni studiosi stimano che i moldavi/rumeni forse rappresentino quasi il 2% della popolazione dell'Ucraina. I rumeno/moldavi sono presenti anche in Bucovina, nella Rutenia subcarpatica, nella fascia costiera della Bessarabia, nel territorio di Herța, lungo il corso del Bug Meridionale e in alcune aree sulle rive occidentali del Dnepr. Le stime ufficiali sono inferiori, ma la sottovalutazione delle minoranze è fenomeno diffuso in Europa orientale così come nell'area danubiano-balcanica.